# Inna liga
Inna liga (niem. Eine Andere Liga) – niemiecki dramat obyczajowy z 2005 roku w reżyserii Buket Alakus.

## Obsada
- Karoline Herfurth - Hayat
- Thierry van Werveke - Baba Can
- Ken Duken - Toni
- Zarah McKenzie - Ali
- Nursel Koese - Chefin
- Verena Wolfien - Silke
- Andrea Paula Paul - Biggi
- Aziza Yildirim - Fatos
- Nneka Egbuna - Viva
- Nikola Kastner - Susan